# Altes Amtshaus (Vellberg)

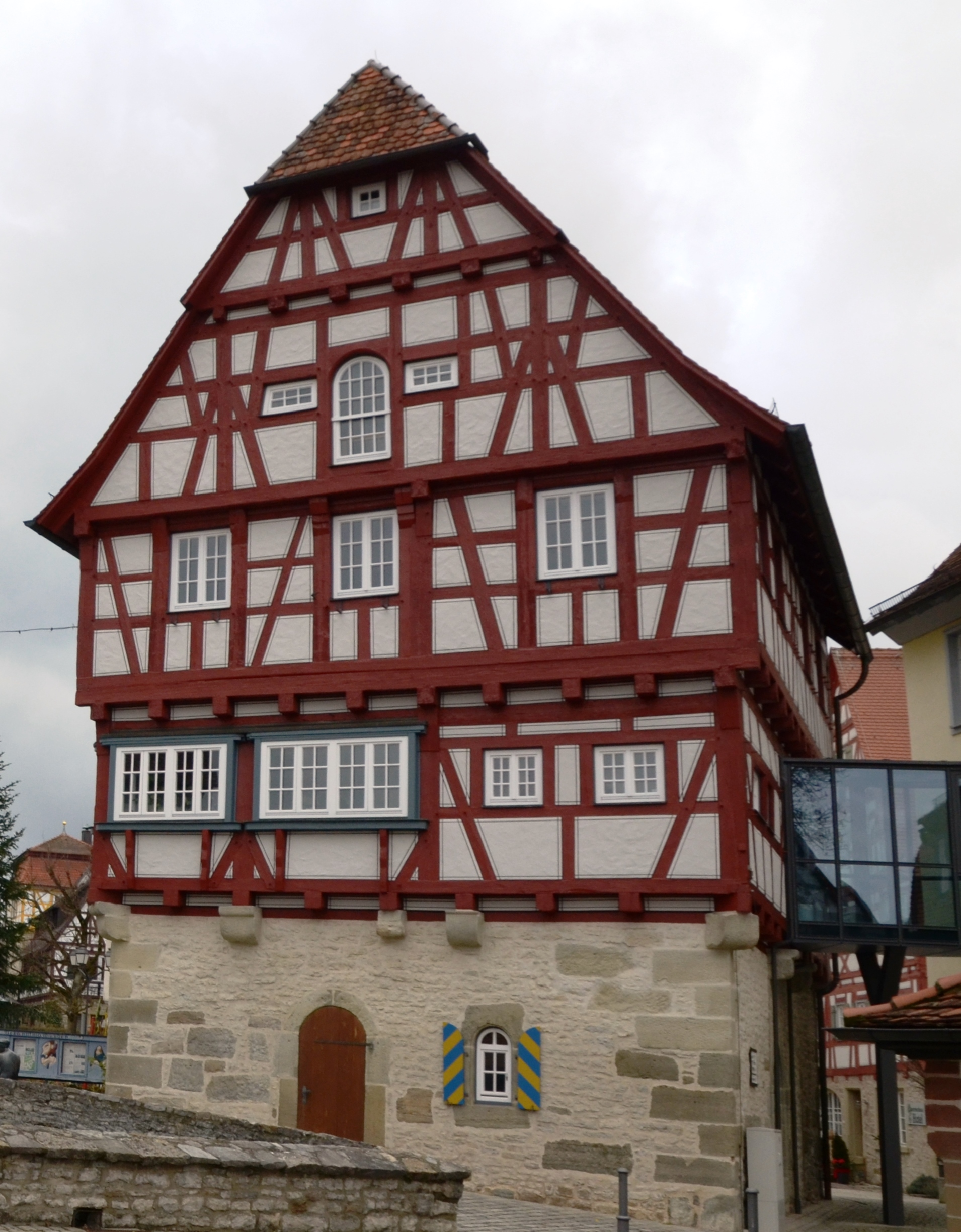
Altes Amtshaus mit Steg in Glas und Stahl zum Oberen Schloss nach rechts

Das Alte Amtshaus im Städtle 27 in Vellberg ist ein historischer Profanbau.

## Beschreibung
Das dreistöckige Fachwerkgebäude wurde 1528 auf einem massiven Steinsockel erbaut und diente bis 1819 als Sitz des hällischen Vogts für das reichsstädtische Amt Vellberg. Johann Friedrich Reik hat das Alte Amtshaus auf einem Aquarell festgehalten. Das königliche Kameralamt Württemberg hatte jedoch kein Interesse an dem Bau und seit 1824 befand sich das Gebäude in privater Hand. 1978 erwarb die Stadt Vellberg den Bau und baute ihn bis 1983 zum zweiten Rathausgebäude aus. 2004 wurde das Gebäude mit einem Steg aus Stahl und Glas mit dem neuen Sitz der Stadtverwaltung im oberen Schloss verbunden.